# Bertha-Orde
De Bertha-Orde van het vorstendom Lippe, ook Lippe-Detmold genoemd, werd op 30 mei 1910 door vorst Leopold IV van Lippe ingesteld als een damesorde voor "opofferende verdienste van vrouwen en maagden" op het gebied van liefdadigheid.
Deze ridderorde kende een enkele graad maar kon aan adellijke dames mét en aan anderen zonder kroon worden toegekend.
Aan de Orde waren ook een "Vrouwenkruis voor Verdienste" en een "Medaille voor Verdienste" verbonden.
De orde werd naar de vrouw van de vorst, Bertha von Hessen-Philippsthal (25 oktober 1874 in Burgsteinfurt-19 februari 1919 in Detmold), genoemd.
Het versiersel of kleinood van de orde is een rood geëmailleerd zilveren Latijns kruis met een langere benedenarm waarop in zilver de stichtingsdatum "1910" staat. Als verhoging kon een zilveren beugelkroon worden aangebracht.
Het rode medaillon bevatte de zilveren verstrengelde initialen van Leopold en Bertha binnen een zilveren lauwerkrans.
Het lint was goudgeel met tweemaal twee rode banen langs de rand.
In 1918 werd de vorst tot aftreden gedwongen. De ridderorden van Lippe werden officieel afgeschaft.